# Supercopa Libertadores 1989
Supercopa Libertadores 1989 var den andra säsongen av den sydamerikanska fotbollsturneringen Supercopa Libetadores. För 1989 års säsong deltog 14 lag, alla tidigare vinnare av Copa Libertadores (det var så lagen kvalificerades). Det nya laget för detta år var Atlético Nacional från Colombia som vann Copa Libertadores 1989. Lagen spelade utslagsmöten tills en vinnare korades, som till slut blev Boca Juniors från Argentina. Boca Juniors kvalificerade sig därmed för Recopa Sudamericana. 12 av de 14 lagen gick in i den första omgången, medan Racing Club, i egenskap av regerande mästare, gick in i kvartsfinalomgången. Utöver detta fick Boca Juniors fripass till den kvartsfinalomgången. De sex vinnande lagen i den första omgången fortsatte till den andra omgången och anslöt sig till de två direktkvalificerade lagen. De åtta lagen spelade sedan kvartsfinaler, semifinaler och en avslutande finalomgång.

## Första omgången
Boca Juniors fick fripass till nästa omgång.
| Lag 1       | Totalt      | Lag 2              | Möte 1 | Möte 2 |
| River Plate | 3–3 (4–5 s) | Grêmio             | 2–1    | 1–2    |
| Estudiantes | 3–2         | Peñarol            | 3–0    | 0–2    |
| Nacional    | 2–3         | Atlético Nacional  | 2–1    | 0–2    |
| Santos      | 1–4         | Independiente      | 1–2    | 0–2    |
| Olimpia     | 2–3         | Cruzeiro           | 2–0    | 0–3    |
| Flamengo    | 1–3         | Argentinos Juniors | 0–1    | 1–2    |

## Kvartsfinal
Racing Club gick i egenskap av regerande mästare in i denna omgång.
| Lag 1             | Totalt | Lag 2              | Möte 1 | Möte 2 |
| Grêmio            | 3–1    | Estudiantes        | 0–1    | 3–1    |
| Boca Juniors      | 2–1    | Racing Club        | 0–0    | 2–1    |
| Atlético Nacional | 2–4    | Independiente      | 2–2    | 0–2    |
| Cruzeiro          | 1–3    | Argentinos Juniors | 1–1    | 0–2    |

## Semifinal
| Lag 1         | Totalt | Lag 2              | Möte 1 | Möte 2 |
| Grêmio        | 0–2    | Boca Juniors       | 0–0    | 0–2    |
| Independiente | 3–1    | Argentinos Juniors | 1–0    | 2–1    |

## Final
| Lag 1        | Totalt      | Lag 2         | Möte 1 | Möte 2 |
| Boca Juniors | 0–0 (5–3 s) | Independiente | 0–0    | 0–0    |